# 曾大衡
曾大衡（英語：DH Tseng）台灣導演、編劇與製作人，電視劇、電影與短片創作。
2014年起，創作自編自導之短片與微電影，包括《愛起跑》、《Alive》、《ReStart》、《線制級》等，作品入選洛杉磯電影獎、倫敦TMC影展、金橋國際影展、台北48小時電影計畫等影展與競賽。
電視作品《仙女姊姊來我家》《你好，幸福》、《位！你在等我嗎？》、《省省吧！我家富貴發》等，並曾參與《終極一班五》、《墜愛》、《未來媽媽》、《今生有你》、《點燃我溫暖你》等兩岸合製劇之劇本創作、策劃與現場導演工作。
2024年執導個人首部劇情長片《嘎拉GALA》。